# العامرية (ولاية أم البواقي)
العامرية بلدية في دائرة سيقوس ضمن ولاية أم البواقي الجزائرية.

## تاريخ
كان إنشاء البلدية ثمرة نزاع بين قريتي عين البرج وأولاد ناصر مما أدى إلى وضع حل مبدئي يقضي بأن تكون البلدية عند منتصف المسافة بين القريتين، فبذلك تأسست بلدية العامرية التي يبلغ تعداد سكانها اليوم حوالي 12000 نسمة. هي بلدية صغيرة تتبعها إدارياً عدة قرى أكبرها قرية عين البرج التي تقع شمالها على بعد 6 كلم تقريباً وهي أقدم قرى المنطقة، حيثُ يمتد تاريخها إلى العصر الفينيقي، وهي المنطقة الوحيدة في البلدية التي تحتوي على آثار رومانية وفينيقية وآثار الدولمن وآثار من الحقبة الاستعمارية كأضرحة وبرج القايد والعيون ومزارع المُعمرين الفرنسيين. كانت عين البرج تسمى تيجسيس (باللاتينية: Tigisis) التي ورد ذكرها الكثير عند بعض المؤرخين والجغرافيين العرب والفرنسيين بهذا الاسم. في القرية فرع للبلدية وموقعها إستراتيجي وطبيعتها خلابة. يطلق على السكان الأصليين للمنطقة اسم دريد (فرع أولاد مبارك)، كما يسكنها أولاد محاوش وأولاد عزيز.
يمر به الطريق الولائي رقم 3 الذي يربطها بولايتي قالمة وعنابة. بالإضافة إلى هذه القرية هناك مشاتي أخرى تابعة للبلدية هي: مشتة أولاد محاوش ومشتة هنشير حزام. تعرف المشاتي أيضاً بالعروش أهمها عرش أولاد محاوش وعرش أولاد عزيز وهما من أصول أمازيغية.